# Kniptjärnen (Degerfors socken, Västerbotten)
Kniptjärnen är en sjö i Vindelns kommun i Västerbotten och ingår i Sävaråns huvudavrinningsområde.